# Eleccions generals de Bòsnia i Hercegovina de 1990
Les eleccions generals de Bòsnia i Hercegovina de 1990 es convocaren el 18 de novembre i el 2 de desembre del 1990, i foren les primeres (i les últimes) eleccions plurals a Bòsnia i Hercegovina dins Iugoslàvia. S'escolliren els 239 membres del Parlament de Bòsnia i Hercegovina. La participació fou del 77,4% i es caracteritzà per la presentació de partits de base ètnica.

## Resultats
Resultat de les eleccions generals de Bòsnia i Hercegovina de 1990 
| Partit                                                  | Cambra dels Ciutadans | Cambra dels Municipis | Total escons |
| ------------------------------------------------------- | --------------------- | --------------------- | ------------ |
| Partit d'Acció Democràtica                              | 43                    | 43                    | 86           |
| Partit Democràtic Serbi                                 | 34                    | 36                    | 70           |
| Unió Democràtica Croata                                 | 21                    | 24                    | 45           |
| Lliga Comunista-Partit dels Canvis Democràtics (SK-SDS) | 17                    | 2                     | 19           |
| Organització Musulmana Bosniana (MBO)                   | 2                     | 0                     | 2            |
| Partit del Renaixement Serbi (SPO)                      | 1                     | 0                     | 1            |
| Altres                                                  | 12                    | 4                     | 16           |
| Total                                                   | 130                   | 109                   | 239          |
|                                                         |                       |                       |              |

El balanç ètnic dels membres de la nova assemblea era de 99 musulmans, 83 serbis, 50 croats i 7 iugoslaus.
Pel que fa als candidats presidencials, cada comunitat votà als seus representants, i els dos més votats foren els bosnians Fikret Abdič (47,3%) i Alija Izetbegović (39,8%). ambdós del Partit d'Acció Democràtica (SDA); els serbis votaren Biljana Plavsič (26%) i Nikola Koljević (25,2%), del Partit Democràtic Serbi; i els croats Stjepan Kljuić (21,4%) i Franjo Boras (18,9%). Ejup Ganić (SDA) es presentà com a iugoslau i va obtenir el 32,1% dels no definits nacionalment.
Durant 1991 els representants serbis boicotejaren les activitats del Parlament, de manera que a finals de 1991 l'abandonaren i el 9 de gener de 1992 proclamaren a Sarajevo el Parlament del Poble Serbi de Bòsnia i Hercegovina. Posteriorment, l'esclat de la guerra de Bòsnia impossibilitaria la renovació d'aquest parlament, tot i la proclamació d'independència, fins als acords de Dayton de 1996.